# Helmond Brandevoort vasútállomás
Helmond Brandevoort vasútállomás Hollandiában, Helmond városában található.

## Vasútvonalak
Az állomást az alábbi vasútvonalak érintik:
- Venlo–Eindhoven-vasútvonal

## Kapcsolódó állomások
A vasútállomáshoz az alábbi állomások vannak a legközelebb:
- Eindhoven vasútállomás (délnyugat)
- Helmond 't Hout vasútállomás (északkelet)